# The Best of Nick Cave and the Bad Seeds
The Best Of Nick Cave and The Bad Seeds is een verzamelalbum van Nick Cave and The Bad Seeds uit 1998, uitgegeven op het label Mute Records.
Een gelimiteerde versie bevat ook een tweede CD, met een concert in de Royal Albert Hall, uit 1997.

## Tracks
- Deanna
- Red Right Hand
- Straight to You
- Tupelo
- Nobody's Baby Now
- Stranger Than Kindness
- Into My Arms
- (Are You) The One That I've Been Waiting For
- The Carny
- Do You Love Me?
- The Mercy Seat
- Henry Lee
- The Weeping Song
- The Ship Song
- Where the Wild Roses Grow
- From Her to Eternity

bonus CD (live at the Royal Albert Hall 1997:
- Lime Tree Arbour
- Stranger Than Kindness
- Red Right Hand
- I Let Love In
- Brompton Oratory
- Henry Lee
- The Weeping Song
- The Ship Song
- Where the Wild Roses Grow

## Muzikanten
- Nick Cave and The Bad Seeds